# Krokodyle
Krokodyle és una pel·lícula italiana del 2010 dirigida per Stefano Bessoni.

## Argument
Narra com el jove director de cinema Kaspar Toporski, força imaginatiu intenta constantment realitzar els seus projectes cinematogràfics i acaba rodant una pel·lícula sobre ell mateix.

## Repartiment
- Lorenzo Pedrotti: Kaspar Toporski
- Jun Ichikawa: Helix
- Franco Pistoni: Schulz
- Orfeo Orlando: Theophilus
- Francesco Martino: Bertolt Kleist

## Premis
Va guanyar diversos premis internacionals, entre ells una menció especial al Premi Méliès d'argent
al millor llargmetratge XLIV Festival Internacional de Cinema Fantàstic de Catalunya l'any 2011.